# フェミニズムアート運動
フェミニズムアート運動（フェミニズムアートうんどう、英語: Feminist art movement）とは、現代美術の受容と製作の土台を変え、女性の生活と経験を反映した芸術を作ろうとする国際的なフェミニズムの取り組み及びその成果を指す。この運動はまた、芸術の歴史と実践における女性の知名度を上げようとした。運動は1960年代にはじまり、フェミニズムにおける一般的な発展に対応しつつ、意識改革団体のように自ら組織化を行った。そして、1970年代を通して、いわゆる第二波フェミニズムの派生として栄えた。この運動は、「戦後最も影響力のある国際的な運動」と言われている。

## 歴史
1960年代は、公民権運動、ゲイとレズビアンの権利運動や戦争に反対する抗議の時代だった。また、女性芸術家が、モダニズム運動の「ユートピア的理想」に影響され確立された芸術界で男性と同じ権利を得るため、伝統的でない方法でフェミニストアートを作り、世界を変えることを望んだ時代でもあった。
ルイーズ・ブルジョワとドイツ系アメリカ人のエヴァ・ヘスは、家庭的生活や個人的経験、女性の体などフェミニズムアートにおけるいくつかのテーマについて探求した。
1964年7月20日、前衛的な芸術家、歌手、活動家であるオノ・ヨーコは日本、京都の山一ホールで「カットピース」を上演した。これは座ったままでいる彼女の服を切り取るというもので、女性への暴力への抗議の意味が込められていた。彼女は、1965年にカーネギー・ホールでそれを再演した。彼女の息子であるショーン・レノンは、2013年9月15日にパリのランラー劇場でこのパフォーマンスに参加した。『ガーディアン』紙のジョナサン・ジョーンズはこのパフォーマンスを「最も衝撃的な芸術家パフォーマンスアート10作品のうちの1作」であるとした。
1964年草間彌生はニューヨークで「トラヴェリング・ライフ」など男性器をモチーフにしたソフト・スカルプチュアのオブジェを発表｡
1965年久保田成子は「不朽のフルクサス・フェスティヴァル」(ニューヨーク)で、「ヴァギナ・ペインティング」という過激なパフォーマンスを行った。(以降､日本女性では1988年から女性と戦争をテーマにしてきた嶋田美子や､2010年代「デコまん」で逮捕騒動に発展したろくでなし子など次世代作家が続く｡)
フェミニスト理論と運動に動機づけられた女性芸術家は、1970年代にフェミニズムアート運動を始めた。フェミニストアートは、女性の作品が男性のものとは別のカテゴリにされてしまうモダニズムからの移行を表した。グリゼルダ・ポロックとロジカ・パーカーが言うように、女性によって作られた芸術から大文字"A"を含む"Art"が分離されたことにより、「女性のステレオタイプ」が生み出された。
この表象における平等の要求は、1969年の芸術労働者組合（AWC）による要求申告で成文化、1970年5月に決定版が出版された。AWCの目標は、芸術家の権利を守り、美術館やギャラリーに慣例を改革するよう働きかけることにあった。1969年、ギリシャの動的彫刻家パナギオティス・「タキス」・ヴァッシラキスがニューヨーク近代美術館で展示されていた彼の1960年の作品"Tele-Sculpture"を物理的に撤去すると、抗議運動が起こった。連合はその際に設立され、すぐに「美術館一般」への要求のリストを出した。
AWCは入場の無料化、民族マイノリティの表現の改善、深夜までの開場、そして作者の同意なく展示しないことへの同意を呼びかけるのと並行して、美術館に「展示や美術館による作品の購入、選考委員会において、女性に性の表現の平等を確立することで、女性芸術家たちが何世紀にもわたる困難に打ち勝つことを奨励する」よう呼びかけた。
1980年代には、フェミニズムを取り入れたポストモダニズムアートが現れた。フェミニズムアート運動は、これまでにないやり方で生活の性的、物質的、社会的、政治的側面、そして女性らしさを表現しようとする苦闘の中で成長した。この運動は、1970年代に、アメリカ合衆国、スペインやオーストリアを含むヨーロッパ、カナダ、ラテンアメリカに現れた。
それ以来、女性の芸術運動は、スウェーデン、デンマーク、ノルウェー、ロシア、日本で行われている。アジアやアフリカ、特に東ヨーロッパ出身の女性芸術家は、1980年代末と1990年代に現代美術が世界的に人気を博するにつれて、国際的芸術シーンに数多く現れた。
現代の女性芸術家の主要な展覧会では、コニー・バトラーによる「WACK!芸術とフェミニスト運動」（WACK! Art and the Feminist Revolution、サンフランシスコ近代美術館、2007年）、リンダ・ノックリンとモーラ・レイリーによる「グローバル・フェミニズムズ」（Global Feminisms 、ブルックリン美術館、2007年）、ミルジャム・ウエステンによる「レベレ」（Rebelle、アーネムのMMKA、2009年）、ザビエル・アラキスタンによる「キスキスバンバン！芸術とフェミニズムの45年間」（Kiss Kiss Bang Bang! 45 Years of Art and Feminism、ビルバオ美術館、2007年）、シアトル美術館を巡回したパリの「エル・アット・センター・ポンピドゥ－」（Elles at Centre Pompidou、ポンピドゥー・センター、2009年 - 2011年）が含まれる 。この変化は、1990年代に出版された雑誌n.paradoxaでも示された。2010年にはトロントでフェミニスト・アート・ギャラリーが立ち上げられた。

## 参考図書
- Juan Vicente Aliaga, Gender Battle/A Battala dos Xeneros Spain, Santiago de Compostela, 2007.
- Juan Aliaga and Maria Laura Rosa, Recuperar la Memoria: Experiencias feministas desde el Arte, Argentina y Espana, Ana Navarette and Mujeres Publicas Centro Cultural de Espana, Buenos Aires and CCEBE, Sede Parana, 2013.
- L. Anderson, A. Livion Ingvarsson, M. Jensner, A. Nystrom, B.Werkmeister, N. Ostlind (eds.) Konstfeminism Helsingborg, Sweden, Dunkers Kulturhaus and Lilevalch Konsthall, 2004.
- Kathy Battista, Re-Negotiating the Body: Feminist Art in 1970s London, I B Tauris, 2011.
- Carla Bianpoen, Farah Wardani, Wulan Dirgantoro Indonesian Women Artists Jakarta: Yayasan Semirupa Indonesia:2007.
- Katy Deepwell (ed), New Feminist Art Criticism: Critical Strategies UK, Manchester, Manchester University Press, 1995.
- Sylvia Eiblmayr, Die Frau als Bild: Der weibliche Körper in der Kunst des 20 Jahrhunderts Berlin, Dietrich Reimer, 1993.
- Isabelle Graw, Die bessere Hälfte: Künstlerinnen des 20. und 21. Jahrhunderts Cologne, du Mont Verlag, 2003.
- Karen Hindsbo, The Beginning is Always Today': Scandinavian feminist art from the last 20 years Norway: Saarlandets Kunstmuseum, 2013.
- Johanna Householder and Tanya Mars (eds), Caught in the Act: an Anthology of Performance Art by Canadian Women. Toronto:YYZ Books, 2003.
- Lucy Lippard, From the Center:Feminist Essays on Women's Art New York. Dutton, 1976.
- Roszika Parker and Griselda Pollock, Framing Feminism: Art and the Women's Movement, 1970-1985 London. Pandora/RKP, 1987.
- Bojana Pejic (ed), The Gender Check Reader Vienna, MUMOK and Erste Foundation, 2010
- Griselda Pollock (ed), Generations and Geographies London, Routledge, 1996.
- Helena Reckitt (ed), Art and Feminism London, Phaidon, 2001.
- Hilary Robinson (ed), Visibly Female London, Camden Press, 1987.
- Hilary Robinson (ed), Feminism – Art – Theory: An Anthology, 1968-2000. Oxford. Blackwells, 2001.
- Araceli Barbosa Sanchez, Arte Feminista en los ochenta en Mexico: una perspectiva de genero Mexico: Casa Juan Pablos Centro Cultural, Universidad Autonoma de Estado de Morelos, 2008.
- Ella Shohat (ed), Talking Visions: Multicultural Feminism in a Transnational Age Cambridge, Mass, MIT:1998.
- Bridget Tracy Tan, Women Artists in Singapore. Singapore, Select Books and Singapore Art Museum, 2011.
- Jayne Wark, Radical Gestures: Feminism and Performance Art in North America. Montreal: McGill-Queen's University Press, 2006.
- Women Down the Pub (a.k.a. N. Debois Buhl, L. Strombeck, A. Sonjasdotter), Udsight – Feministiske Strategier i Dansk Billedkunst / View – Feminist Strategies in Danish Visual Art. Denmark, Informations Vorla, 2004.